# Follia (film 1913)
Follia (o anche Follie) è un cortometraggio muto italiano del 1913 diretto da Roberto Danesi.

## Trama
Maria, nonostante ami Paolo, è costretta dal padre a sposare il ricco e insensibile Anselmi. A una festa Maria e Paolo si rincontrano e si scambiano clandestinamente effusioni pensando di non essere visti dal marito di lei.